# Las Juntas (Puerto Vallarta)
Las Juntas es una localidad del estado mexicano de Jalisco. Es parte del municipio de Puerto Vallarta.

## Demografía
| Gráfica de evolución demográfica |
|                                  |

| Censo | Población |
| ----- | --------- |
| 1950  | 533       |
| 1960  | 786       |
| 1970  | 1 208     |
| 1980  | 1 737     |
| 1990  | 3 529     |
| 2000  | 5 947     |
| 2010  | 9 035     |
| 2020  | 10 242    |